# Real Força Aérea Australiana
A Real Força Aérea Australiana (RAAF), é a principal força de guerra aérea da Austrália, uma parte da Força de Defesa Australiana (ADF), juntamente com a Marinha Real Australiana e o Exército Australiano. Constitucionalmente, o Governador-Geral da Austrália é o Comandante-em-Chefe de jure da Força de Defesa Australiana. A Real Força Aérea Australiana é comandada pelo Chefe da Força Aérea (CAF), que está subordinado ao Chefe da Força de Defesa (CDF). A CAF também é diretamente responsável perante o Ministro da Defesa, com o Departamento de Defesa administrando as ADF e a Força Aérea.
Em março de 1921, a Força Aérea Real, se formou através da separação do Corpo Aéreo Australiano do Exército em janeiro de 1920, que por sua vez amalgamou os serviços aéreos separados do Exército e da Marinha. Ele continua diretamente as tradições do Australian Flying Corps (AFC), o corpo de aviação do Exército que lutou na Primeira Guerra Mundial e que foi formado em 22 de outubro de 1912.
Durante sua história, a Real Força Aérea Australiana lutou em uma série de grandes guerras, incluindo a Segunda Guerra Mundial na Europa e no Pacífico, participou da Ponte Aérea de Berlim, Guerra da Coreia, Emergência Malaia, Confronto Indonésia-Malásia, Guerra do Vietnã e, mais recentemente, operações em Timor-Leste, a Guerra do Iraque e subsequente intervenção, e a Guerra no Afeganistão.
A RAAF opera a maioria das aeronaves de asa fixa da ADF, embora tanto o Exército Australiano quanto a Marinha Real Australiana também operem aeronaves em várias funções. A RAAF fornece apoio em um espectro de operações, como superioridade aérea, ataques de precisão, inteligência, vigilância e reconhecimento, mobilidade aérea, vigilância espacial e apoio humanitário. A RAAF tem 252 aeronaves, das quais 84 são aeronaves de combate.

## Galeria

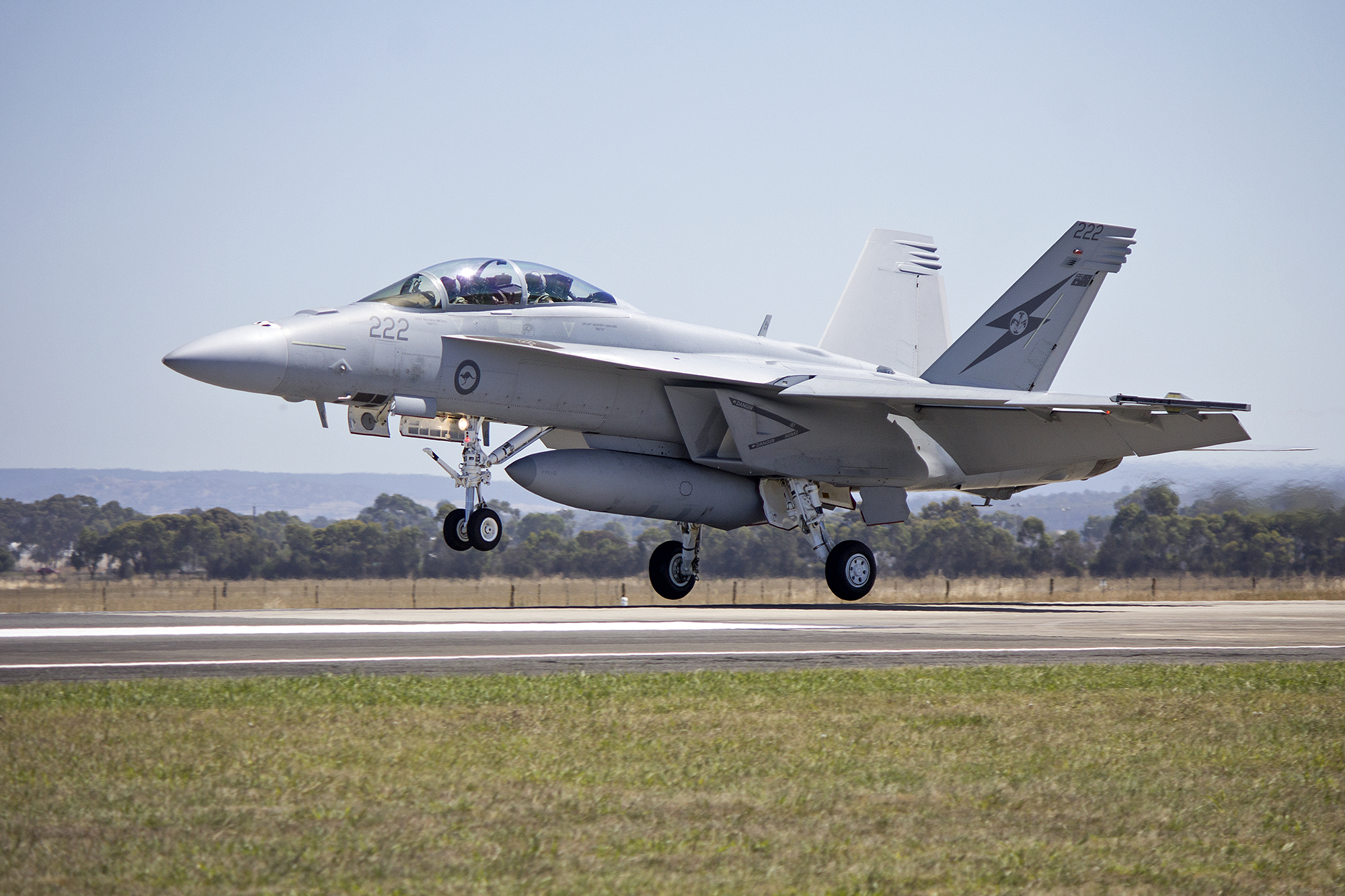
Um caça FA 18F Super Hornet da Real Força Aérea Australiana.
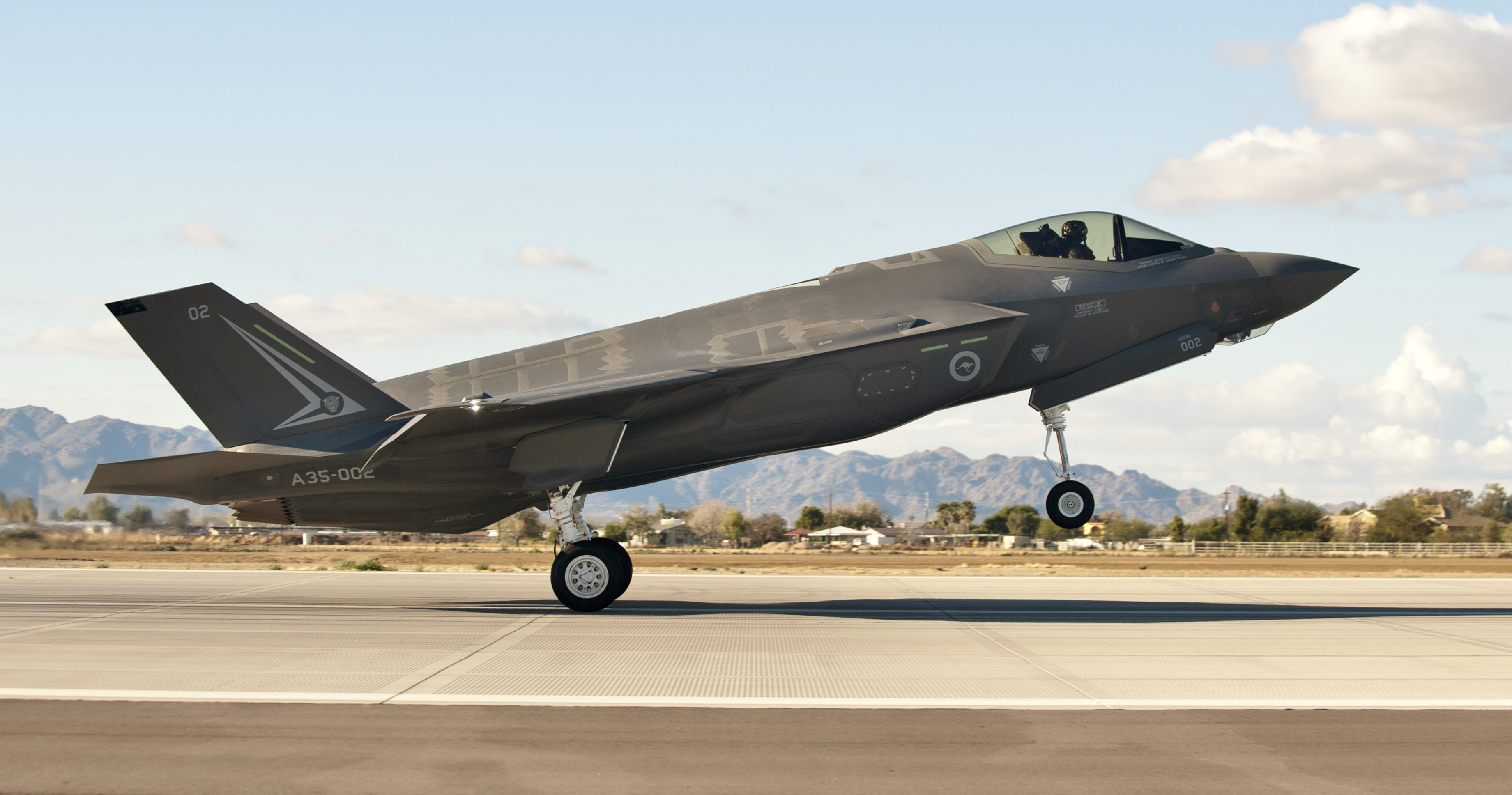
Um F-35 australiano.
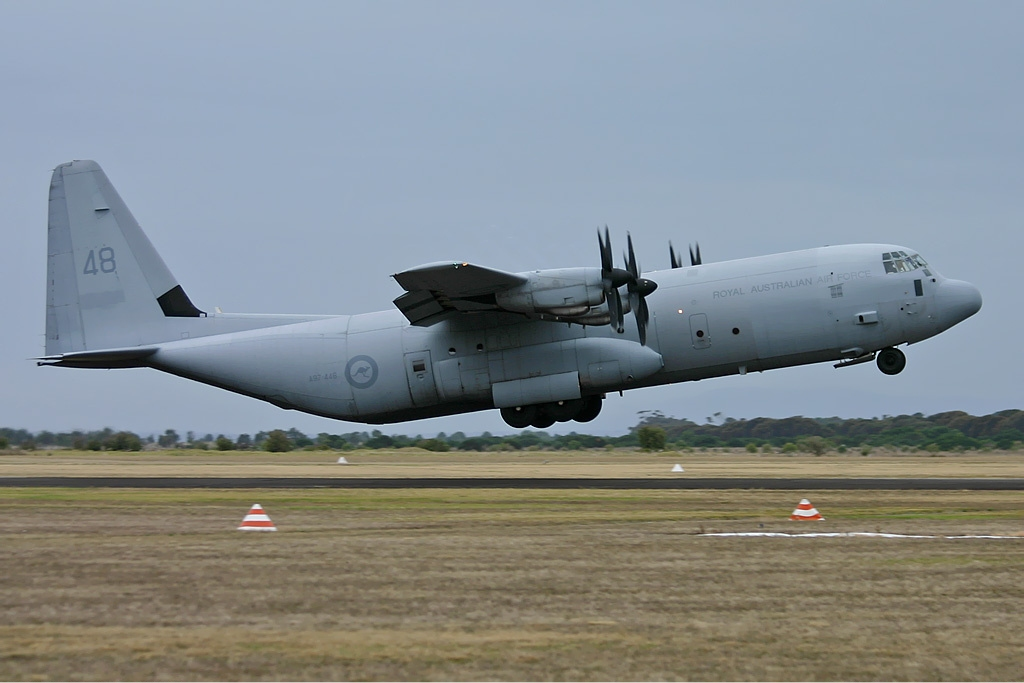
Um C-130J da Real Força Aérea da Austrália.
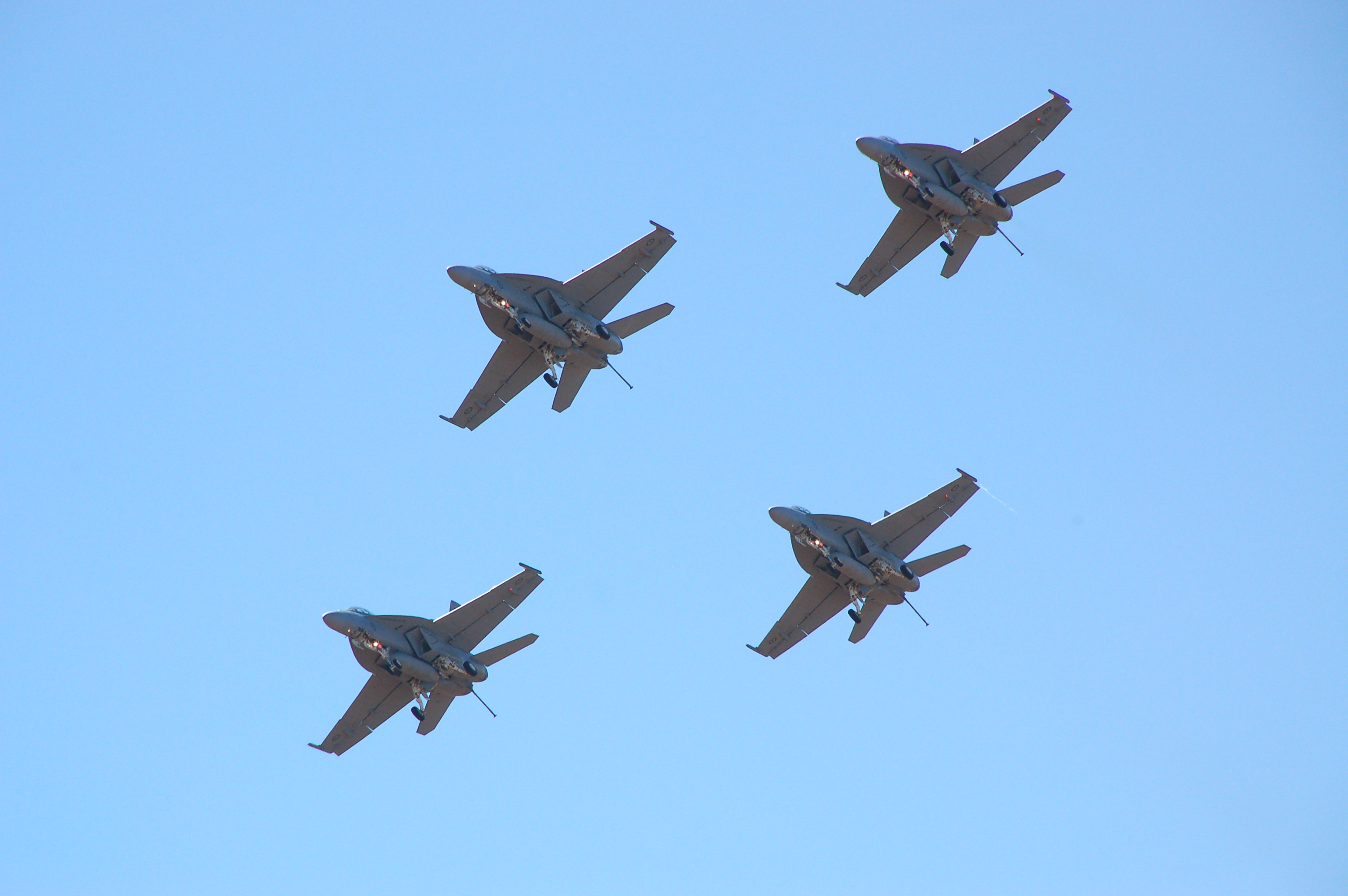
Uma formação de Super Hornets F-18 australianos.

## Hierarquia
| Hierarquia da RAAF   | Hierarquia da RAAF      | Hierarquia da RAAF   | Hierarquia da RAAF | Hierarquia da RAAF  | Hierarquia da RAAF | Hierarquia da RAAF | Hierarquia da RAAF | Hierarquia da RAAF | Hierarquia da RAAF | Hierarquia da RAAF | Hierarquia da RAAF | Hierarquia da RAAF |
| Categoria            | Marechal da Força Aérea | Marechal Chefe do Ar | Marechal do Ar     | Vice-Marechal do Ar | Comodoro do Ar     | Capitão de Grupo   | Comandante do Ar   | Líder de Esquadrão | Tenente do Ar      | Oficial do Ar      | Oficial Piloto]]   | Oficial Cadete]]   |
| Equivalente OTAN     | OF-10                   | OF-9                 | OF-8               | OF-7                | OF-6               | OF-5               | OF-4               | OF-3               | OF-2               | OF-1               | OF-1               | Student Officer    |
| -------------------- | ----------------------- | -------------------- | ------------------ | ------------------- | ------------------ | ------------------ | ------------------ | ------------------ | ------------------ | ------------------ | ------------------ | ------------------ |
| Insígnia de uniforme |                         |                      |                    |                     |                    |                    |                    |                    |                    |                    |                    |                    |